# Los Naranjos, Indaparapeo
Los Naranjos är en ort i Mexiko.   Den ligger i kommunen Indaparapeo och delstaten Michoacán de Ocampo, i den södra delen av landet, 190 km väster om huvudstaden Mexico City. Los Naranjos ligger 1 891 meter över havet och antalet invånare är 458.
Terrängen runt Los Naranjos är kuperad söderut, men norrut är den platt. Runt Los Naranjos är det ganska tätbefolkat, med 56 invånare per kvadratkilometer. Närmaste större samhälle är Indaparapeo, 2,0 km väster om Los Naranjos. I omgivningarna runt Los Naranjos växer huvudsakligen savannskog.